# Estadi Mariotti
L'Estadi Mariotti és un camp de futbol situat a la ciutat de l'Alguer (Sardenya). Amb una capacitat per a 2.815 espectadors, és el principal camp de futbol d'aquesta ciutat. Disposa de coberta en dos terços de la tribuna central.